# هيدي جو نيوبيرج
هيدي جو نيوبيرج (بالإنجليزية: Heidi Jo Newberg)‏ (و. – م) هي فيزيائية، وعالمة فلك من الولايات المتحدة الأمريكية. الجمعية الفيزيائية الأمريكية.

## التعليم
تعلمت في جامعة كاليفورنيا، بركلي، ومعهد رينسيلار للعلوم التطبيقية.